# تبادل الکترونیکی داده
تبادل داده‌های تجاری تحت استانداردی خاص که مورد توافق طرفین باشد از یک رایانه به رایانه دیگر بدون دخالت متصدی را تبادل الکترونیکی داده گویند.
معتبرترین شیوه تبادل الکترونیکی داده ئی دی آی (EDI) نام دارد که اولین بار در سال ۱۹۷۰ میلادی (برابر با ۱۳۴۹ شمسی) توسط شبکه‌های افزاینده ارزش موسوم به VAN برای جایگزینی انتقال داده به‌وسیله مودم یا سیستم‌های متداول کاغذی ارائه شد. خدمت ارائه شده از استاندارد X۱۲ تعریف شده توسط مؤسسه ملی استاندارد آمریکا موسوم به ANSI برای تعریف داده‌ها استفاده می‌کرد که هنوز مورد استفاده در آمریکای شمالی و سایر نقاط دنیا می‌باشد. بعدها سازمان ملل استاندارد دیگری را به نام EDIFACT معرفی و به اعضا پیشنهاد کرد که بیشتر در اروپا متداول می‌باشد.

لازم به تذکر است که تبادل الکترونیکی داده مستقل از استاندرد تعریف داده یا پروتکل انتقال داده می‌باشد ولی برخی به غلط آن را فقط مختص استانداردهای X۱۲ و EDIFACT می‌داند در حالی که با پیدایش اینترنت و XML فصل نوینی در تبادل الکترونیکی داده گشوده شده‌است.

## مزایا
- تسریع در انجام امور تجاری
- کاهش هزینه
- افزایش درآمد
- کاهش خطا

## معایب
- هزینه اولیه پیاده‌سازی
- نیاز به نیروی انسانی ماهر

## استانداردهای تعریف داده‌های تجاری
اگر چه دو استاندارد ASC X۱۲ و UN EDIFACT از متداول‌ترین استانداردهای داده می‌باشند که به‌طور گسترده در سراسر دنیا مورد استفاده قرار گرفته‌اند ولی با پیدایش XML استانداردهای دیگری که خاص مجموعه کاری مشخصی هستند طراحی و عرضه شدند.
- EDI
  - ASC X۱۲ - اولین استاندارد داده الکترونیکی که توسط سازمان استاندارد ملی آمریکا ارائه شد. این استاندارد به‌طور عمده در آمریکا شمالی مورد استفاده قرار میگرد.
  - UN EDIFACT - استاندارد عرضه شده توسط سازمان ملل که به‌طور عمده در اروپا مورد استفاده قرار میگرد.
  - HIPAA
- XML
  - ebXML
  - RosettaNet
  - cXML

## پروتکل‌های انتقال داده‌های تجاری
پروتکل‌های ارتباطی متنوعی در دسترس می‌باشند که بسته به نوع ارتباط کاری بین دو مجموعه مورد استفاده قرار می‌گیرند. پروتکلها بر اساس بستر پیاده‌سازی آنها که می‌تواند شبکه‌های افزاینده ارزش یا اینترنت باشد گروه‌بندی می‌شوند.

### پروتکلهای بر مبنا شبکه‌های افزایش ارزش
- BISYNC

### پروتکلهای بر مبنااینترنت
- AS۱
- AS۲
- AS۳
- GISB

## مرحله پیاده‌سازی
1. پیش زمینه هرگونه تبادل داده‌ای بین دو مجموعه تجاری انجام مذاکرات تجاری برای عقد قرارداد می‌باشد و تنها بعد از برقراری روابط تجاری است که دو مجموعه به پیاده‌سازی تبادلات الکترونیکی می‌پردازند.
2. تعیین و تعریف نوع داده و مستنداتی که باید بین دو مجموعه تبادل شود که معمولاً از طرف یک مجموعه بر دیگری تحمیل می‌شود. شرکتهای معتبر تجاری مستندات مربوط به تعریف داده در قالب‌های استاندارد مورد نیاز خود را به همراه تفسیر خود از داده‌ها در اختیار شرکای تجاری خود قرار می‌دهند. این مستندات را به‌طور معمول راهنمای تبادل الکترونیکی داده (EDI Guidelines) می‌نامند.
3. پیاده‌سازی مستندات تنها مربوط به داده‌هایی می‌باشد که برای اولین بار قرار است تولید و مبادله شود.
4. از آنجا که کلیه مبادلات باید رمزگذاری شود، طرفین کلیدهای عمومی رمزگشا را تبادل می‌کنند تا قادر به رمزگشایی داده‌های دریافتی باشند.
5. با استفاده از یک پروتکل ارتباطی است که معمولاً از طرف یکی از طرفین تبادل بر دیگری تحمیل می‌شود به‌طور آزمایشی مستنداتی تبادل می‌شود تا دو مجموعه از صحت پروسه اطمینان حاصل کنند.

## مرحله عملیاتی
سناریوی ساده زیر مراحل تولید تا ارسال داده را شرح می‌دهد.
1. سیستم تجاری
  1. داده در سیستم تحاری موجود در یکی از طرفین تجارت تولید می‌شود.
2. سیستم مدیریت مستندات تجاری
  1. بررسی صحت داده‌ها و تطبیق آن با دادهای مورد نیاز شریک تجاری
  2. تبدیل داده‌ها به قالب استاندارد مورد پذیرش شریک تجاری
  3. ثبت مستندات جهت بازرسی و ممیزی داده‌های تجاری
3. نرم‌افزار ارتباطی
  1. رمزگذاری داده‌ها با استفاده از کلید خصوصی
  2. ارسال داده‌ها از طریق پروتکل تعیین شده بین طرفین
  3. دریافت «تأیید ارسال پیام» (MDN)
  4. رمزگشایی «تأیید ارسال پیام» با استفاده از کلید عمومی شریک تجاری
4. سیستم مدیریت مستندات تجاری
  1. بروزرسانی داده‌های بازرسی (ثبت ارسال موفقیت‌آمیز داده)